# Williams FW41
Williams FW41 je bolid britanske momčadi Williams Martini Racing u Formuli 1.

## Dizajn bolida

### Šasija
FW41 je bio prvi Williamsov bolid na kojem je potpuno radio tehnički direktor i dioničar ekipe Paddy Lowe. U ovom projektu su mu pomagali dizajner Ed Wood i voditelj aerodinamike Dirk de Beer koji je u Ferrariju radio od kraja 2013. do početka 2017. Williamsova šasija je bila izrađena od karbonskih vlakana, s Pushrod prednjim ovjesom i Pullrod stražnjim ovjesom dvostrukih poprečnih ramena i stabilizatorom.

### Motor
- Naziv: Mercedes AMG F1 M09 EQ Power+
- Prizvođač: Mercedes AMG High Performance Powertrains
- Težina: 145 kilograma
- Zapremnina: 1,6 litara
- Broj cilindara: 6
- Broj ventila: 24
- V kut: 90°
- Maksimalni broj obrtaja u minuti: 15.000
- Maksimalni protok goriva: 100kg/h
- Elementi motora: Motor s unutarnjim izgaranjem, turbopunjač, MGU-K, MGU-H, spremnik energije i kontrolna jedinica.

### Aerodinamika
Izvedba nosa je ostala ista koju Williams ima od 2015. Prednje krilo se sastojalo od šest elemenata, za razliku od prošlih sezona kad je Williams većinom koristio krila od pet elemenata u dijelu bliže središnjoj, 50 cm širokoj neutralnoj sekciji. Unatoč tome bilo je dosta slično izvedbi i filozofiji prošlogodišnjeg modela, uz nešto bogatiju kaskadu i poneku izmjenu na najvišem rubnom dijelu. Zadržan je i S-duct, čiji je izlaz bio vidljiv na vrhu monokoka, koji je pomagao zadržati zračnu struju na strmom području monokoka, a ovjes je bio uobičajeni push rod s visoko postavljenom pričvrsnom točkom na šasiji kako bi se pogodovalo aerodinamici.
Prostor oko kokpita i bočnih stranica je obilovao mnoštvom detalja za razliku od FW40. S donje strane bargeboardsa nalazio se isjeckani rub, a povrh svega horizontalni savijeni usmjerivač zraka koji se širio prema sidepodsima i spajao s velikim bočnim vertikalnim usmjerivačem, a kojeg je također i Mercedes koristio na prošlogodišnjem W08 i koji je pomagao u usmjeravanju zraka prema efikasnijim bočnim stranicama bolida, pogotovo donjima. Dva horizontalna i međusobno spojena krilca, spojena i s vertikalnim deflektorom, nalazila su se ispred bočnih usisnika za zrak, koji su stoga mogli biti pomaknuti više prema natrag, a da se pritom ide na ruku aerodinamici i hlađenju, a u isto vrijeme se poništava negativna strana dodatne mase halo zaštite te se postiže idealan raspored masa na prednjoj i stražnjoj osovini. Sami usisnici su postavljeni nešto više, malo širi, ali sličnoga oblika kao i prošlogodišnji. 
Usisnik zraka iznad vozačeve glave bio je gotovo isti kao prošle sezone sa središnjim dijelom koji hrani V6 turbo motor i bočnim usisnicima koji hlade ERS sustav. Središnji nosač stražnjeg krila je na novom bolidu bio podijeljen u dva dijela, a kod stražnjeg difuzora se nalazilo puno više okomitih dijelova koji su bili lagano zaobljeni kako se bliže svojim krajevima. Peraja koja logitudinalno dijeli pokrov motora značajno se smanjila zbog strožih pravila.

### Mjenjač i gume
Momčad je koristila Dicastal 13 felge i Pirellijeve gume (Pirelli P Zero - Pirelli Cinturato), te vlastito izrađeni Williams poluautomatski mjenjač s 8 brzina i jednom brzinom unatrag.

## Sezona 2018.

### Rezultati
| Vozač           | Grid / Utrka | AUS  | BAH | KIN | AZE  | ŠPA | MON | KAN | FRA | AUT | VBR | NJE | MAĐ | BEL | ITA | SIN | RUS | JAP | SAD | MEK | BRA | ABU |
| --------------- | ------------ | ---- | --- | --- | ---- | --- | --- | --- | --- | --- | --- | --- | --- | --- | --- | --- | --- | --- | --- | --- | --- | --- |
| Lance Stroll    | Startni grid | 13.  | 20. | 18. | 10.  |     |     |     |     |     |     |     |     |     |     |     |     |     |     |     |     |     |
| Lance Stroll    | Utrka        | 14.  | 14. | 14. | 8.   |     |     |     |     |     |     |     |     |     |     |     |     |     |     |     |     |     |
| Sergej Sirotkin | Startni grid | 19.  | 18. | 16. | 11.  |     |     |     |     |     |     |     |     |     |     |     |     |     |     |     |     |     |
| Sergej Sirotkin | Utrka        | Odu. | 15. | 15. | Odu. |     |     |     |     |     |     |     |     |     |     |     |     |     |     |     |     |     |

### Plasman
| Poz. | Vozač             | Bodovi |
| ---- | ----------------- | ------ |
| 15.  | Lance Stroll      | 4      |
| 20.  | Sergej Sirotkin   | 0      |
| Poz. | Konstruktor       | Bodovi |
| 10.  | Williams-Mercedes | 4      |